# Eccremocarpus huianaccapac
Eccremocarpus huianaccapac là một loài thực vật có hoa trong họ Chùm ớt. Loài này được Vargas mô tả khoa học đầu tiên năm 1948.